# 鮑比·理查森
小羅伯特·柯林頓·理查森（英語：Robert Clinton Richardson, Jr.，1935年8月19日—），為美國職棒大聯盟的二壘手。12年職業生涯皆效力於紐約洋基。他與湯尼·庫貝克以及克萊特·博耶組成了洋基隊在1950年代末至1960年代初的黃金內野陣容。1960年世界大賽，他被選為世界大賽MVP，成為了史上唯一一位拿下世界大賽MVP的亞軍球隊成員。1962年，他以單季209支安打拿下美聯安打王頭銜。
1976年，理查森曾代表共和黨參選眾議院代表，不過最後沒能選上。

## 職業生涯

### 1953年–1956年：初出茅廬
1953年，理查森從1B聯盟（Class B）開始職棒生涯。而他在那裡的打擊率只有2成11，因此球隊將他降到更低的1D聯盟（Class D）。
理查森在1D的打擊率高達4成12，他也在1954年被升上1A。而他也在那年以3成10打擊率與171支安打拿下1A聯盟的MVP大獎。
1955年，理查森先從3A開季。由於吉爾·麥克道高德在某次打擊練習被平飛球擊中受傷，因此洋基將年僅19歲的理查森拉上大聯盟。他在初登板面對名人堂投手吉姆·邦寧便敲出大聯盟首安，之後他在出賽3場比賽後被下放到3A。9月他又回到大聯盟，並出賽了4場比賽。
1956年，理查森進入了洋基隊的開幕戰先發名單。不過那年他僅出賽5場比賽，打擊率只有1成43。結果回到小聯盟的他又找回了打擊手感，多項數據都在聯盟名列前茅。

### 1957年–1959年：站穩大聯盟
1957年，理查森表現大幅進步，加上原本的二壘手比利·馬丁在春訓期間與米奇·曼托發生駕駛高爾夫球車相撞事故受傷，所以他成功接替馬丁成為球隊的主力二壘手。雖然總教練卡西·史丹格爾曾說道：「理查森不菸不酒、不嚼口香糖、生活自律，但是打擊率也從未超過2成50。」不過其實理查森在1957年上半季曾締造3成31的打擊率，並入選了第一次的明星賽。然而他在下半季的打擊率下滑，最終整年的打擊率為2成56。
同年9月，理查森的二壘手大位被老將傑瑞·柯爾曼取代。當時總教練正苦惱要選擇哪一位球員做為世界大賽的先發二壘手，最終他選擇了柯爾曼。理查森在世界大賽淪為代打或是後半段防守的角色，而洋基在那年以3勝4敗輸給勇士，無緣拿下世界大賽冠軍。
隨著柯爾曼在球季結束後退休，理查森再次成為球隊的主力二壘手。然而他在前18場比賽只繳出2成03的打擊率，於是洋基將二壘位置交給傷癒復出的麥克道高德，理查森成為了替補選手。當時理查森曾因為表現不佳一度考慮離開棒球界，不過最後被洋基總經理雷夫·霍克說服留下。這年的世界大賽，理查森出賽4場比賽並有一次先發，雖然他沒有擊出任何安打，不過洋基最終還是順利奪冠。
1959年，洋基隊任命理查森擔任游擊手。不過隨著麥克道高德再次受傷，理查森又回到了二壘手的位置。由於他在前20場比賽的打擊率只有2成32，因此洋基選擇讓湯尼·庫貝克擔任先發二壘手。
時任洋基打擊教練的比爾·狄奇發現理查森表現起伏不定，於是決定好好改造這名球員。他先讓理查森拿著更重的球棒嘗試揮棒。而理查森也成功讓自己的打擊率上升至3成，並入選第二次的明星賽。1959年7月25日，理查森終於敲出生涯首轟，而另一名洋基新秀弗里茨·布里克爾也在同天敲出生涯首轟。當時理查森是洋基隊唯一一位能夠挑戰單季3成打擊率的球員，他在球季最後一場比賽敲出3支安打，最終打擊率為3成01。而他也敲出2轟與33分打點，最後他在MVP票選中拿下第18名。

### 1960年–1962年：連續的世界大賽
1960年，理查森已經逐漸成為洋基隊上的不動二壘手。這年他還三度達成單場敲出3支安打的表現。4月30日，他敲出了他該年唯一一支全壘打。5月6日，他在面對運動家的比賽中跑回致勝分。這年他的打擊率為2成52，並打回26分打點。
1960年世界大賽，理查森在第二場比賽敲出3支安打。第三場，他在滿壘時上場打擊。當時三壘指導教練給了他短打的暗號，不過在投手取得兩好球後，理查森決定正面對決，他耐心選球取得滿球數，接著敲出一支滿貫砲。後來他又在第4局敲出2分打點的安打，他單場6分打點也刷新了世界大賽單一球員的單場打點紀錄。第4場他又敲出2支安打，不過最後洋基一分惜敗。第6場，他敲出了兩支三壘安打。他還在第7場比賽的9局上跑回追平分，不過最後海盜隊靠著比爾·馬澤羅斯基的再見全壘打拿下勝利。然而理查森在這個系列賽繳出3成67打擊率與12分打點的紀錄，因此他依舊被選為世界大賽的MVP。他也成為大聯盟唯一一個被選為世界大賽MVP，該年卻沒贏下冠軍的球員。後來他還獲贈一台雪佛蘭跑車，以獎勵他在世界大賽的好表現。
1961年，雷夫·霍克成為總教練，他開始將理查森放在先發打序的前兩棒。該年他全勤出賽162場比賽，打擊率為2成61，並敲出3轟與49分打點。這年他贏下了金手套獎，而且還在MVP票選上拿下第24名。
1961年世界大賽，理查森沒有打回任何打點，不過他的打擊率高達3成91。其中他在第一場和第四場比賽都敲出3支安打，最後洋基4勝1敗拿下世界大賽冠軍。這也是理查森個人的第二冠。
1962年6月9日，理查森單場敲出4支安打，包含一支兩分砲。他也入選了該年度的兩場明星賽。8月16日，洋基面對參議員以4比7落後時，當時理查森在滿壘時上場打擊。隊友米奇·曼托在理查森上場前還跟他說：「我今天狀況不佳，所以你只要遇到好球就用力地打吧！」結果理查森敲出了他在例行賽生涯的唯一一發滿貫砲。而那年他出賽161場比賽，打擊率為3成02，並敲出8轟、59分打點與11次盜壘成功。這年他在MVP票選上僅次於他的隊友曼托。
1962年世界大賽，理查森的打擊率只有1成48。不過這年他靠著防守替洋基守下不少分數。其中第七戰，洋基當時只有一分領先。巨人隊在9局下半兩出局攻佔二三壘，威利·麥考維擊出強勁平飛球，結果理查森直接將球接進手套，幫助洋基拿下二連霸。

### 1963年–1966年：生涯後期
1963年5月，理查森的父親因中風住院，後來他在7月17日去世。而理查森為了處理父親的後事向球隊請了11天的假。這年7月初，他曾在3天內兩度達成單場敲出四支安打的成就。他也因此入選了明星賽。該年他出賽151場比賽，打擊率為2成63，敲出了3轟與48分打點。而他最後在MVP票選上得到第10名，並拿下盧·賈里格紀念獎。
1963年世界大賽第一場，理查森吞下了3次三振，這是他例行賽加上季後賽生涯唯一一次單場吞下3次三振。而道奇隊投手山迪·柯法斯也在那場比賽奪下了15次三振，刷新了世界大賽單場三振紀錄。最後洋基在世界大賽被道奇隊橫掃。
1964年6月12日，理查森擊出了生涯第1,000支安打。這年他再次入選明星賽。該年他出賽159場比賽，打擊率為2成67，並敲出4轟、50分打點與11次盜壘成功。他在MVP票選上拿下第17名。
1964年世界大賽，理查森一共敲出了13支安打刷新紀錄。這項紀錄只有1968年的盧·布羅克和1986年的馬蒂·巴瑞特追平而已。 雖然他敲出不少安打，但是他到了關鍵時刻還是無法貢獻致命一擊，加上他在第4場和第5場比賽都發生失誤造成球隊失分輸球。最後洋基再次輸掉世界大賽，這也是理查森最後一次參與世界大賽。
1965年，他出賽160場比賽，打擊率為2成47，並敲出6轟與47分打點。最後他在MVP票選上拿下第20名。球季結束時，才30歲的理查森就已打算退休。不過因為湯尼·庫貝克因傷被迫退休，洋基希望理查森可以再打一年。1966年9月11日，理查森敲出職業生涯最後一發全壘打。該年他出賽149場比賽，留下打擊率2成51，敲出7轟與42分打點的數據。
球季結束後，理查森表示因為想多陪家人而決定退休，當時他還只有31歲而已。洋基隊將9月17日訂為「理查森日」，表彰他12年以來的貢獻。

## 其他

### 1976年眾議院代表選舉
1974年，美國總統尼克森便嘗試說服理查森代表共和黨參選南卡羅來納州第五選區的眾議員選舉。2年後，美國總統傑拉德·福特再次去遊說理查森參選，不過最後理查森以些微差距輸給民主黨的對手肯尼斯·荷蘭（Kenneth Holland）。當時理查森還邀請了喬·迪馬喬、泰德·威廉斯、鮑伯·費勒及威爾默·米澤爾幫助他競選，不過前隊友湯尼·庫貝克因為支持民主黨而拒絕為理查森站台。

## 生涯成績
| 出賽數 | 打席  | 打數  | 得分 | 安打  | 二安 | 三安 | 全壘打 | 打點 | 盜壘 | 保送 | 三振 | 打擊率 | 上壘率 | 長打率 | 觸身球 | 守備率 |
| 1,412  | 5,783 | 5,386 | 643  | 1,432 | 196  | 37   | 34     | 390  | 73   | 262  | 243  | .266   | .299   | .335   | 7      | .978   |

## 外部連結
- 球員資訊和成績在MLB ，ESPN ，Retrosheet ，Baseball Reference ，Baseball Reference (Minors) ，Fangraphs ，The Baseball Cube ，Baseball Almanac （英文）